# Mathilde Nicollet
Pour les articles homonymes, voir Nicollet.
Mathilde Nicollet est une joueuse de handball française née le 11 juillet 1990 à Lyon, évoluant au poste d'ailière droite..

## Biographie
Formée au pôle espoir de Lyon, elle rejoint en 2008 l'ASUL Vaulx-en-Velin puis en 2013, Chambray Touraine Handball.
A l'intersaison 2016, elle quitte Chambray Touraine Handball pour rejoindre l'OGC Nice Côte d'Azur Handball en Nationale 1.
En 2018, elle fait son retour au Chambray Touraine Handball.

## Palmarès

### En club
compétitions internationales
compétitions nationales